# マッキー (映画)
『マッキー』（原題：Eega）は、2012年に公開されたインドのファンタジー映画。テルグ語、タミル語で製作され、監督はS・S・ラージャマウリ、脚本は父親のV・ヴィジャエーンドラ・プラサードが務めた。
悪辣な実業家に殺された主人公がハエに転生し、恋人を実業家から守ろうとするファンタジー作品。プラサードの「人間に復讐を企んでいるハエ」という冗談から着想を得て、1990年代から構想が練られていた。ラージャマウリは、『あなたがいてこそ』の撮影を終えた2010年から本格的に企画を進め、同年12月7日からハイデラバードのラマナイドゥ・スタジオで撮影が行われた。
2012年に最も高い興行成績を収めたテルグ語映画の一つであり、12億5000万ルピー以上の興行収入を記録したものの、ヒンディー語吹き替え版の興行成績は振るわなかった。トロント・アフター・ダーク映画祭や上海国際映画祭で上映され、国内外の多くの映画賞を受賞した。

## あらすじ
ある日の夜。眠りにつけない少女が、父親におとぎ話をするようにせがみ、父親は「ジャニ」という一匹のハエの物語を聞かせる。
貧しい青年ジャニは、向かいのアパートに住んでいるNGOに所属する美女ビンドゥに恋していた。ジャニは彼女のためを想い様々な突拍子もない行動に出ては周囲の人間に呆れられていたが、ビンドゥは態度に出さないながらも彼のことを好意的に見ていた。ビンドゥはNGOの活動資金を集めるために実業家スディープの屋敷を訪れるが、彼もビンドゥの美貌に惹かれてしまう。スディープは彼女の気を引くために150万ルピーを寄付して近付くが、彼女が貧乏人のジャニに恋していることを知ると、金と暴力で全てを手に入れてきたスディープはプライドを傷付けられ、彼を殺そうと計画する。ジャニはビンドゥに想いを告げたた帰り道でスディープの部下に誘拐され、殺されてしまう。その直後、事情を知らないビンドゥはジャニに電話をかけて想いを告げ、それを聞いたジャニは奇跡の力でハエに転生する。
ハエに転生したジャニは生前の記憶を失ったまま彷徨っていたが、何食わぬ顔でビンドゥに近寄るスディープを見た途端、人間だった時の記憶を取り戻す。スディープは自分のコネを使い、ビンドゥを文部大臣に面会させてNGO活動の支援を取り付けようとするが、それを知ったジャニは空港に向かうスディープの車を襲撃して横転事故を引き起こす。彼はフロントガラスに「お前を殺す」とメッセージを残し、それを見たスディープは恐怖する。ジャニは自分の死を悲しむビンドゥの元に向かい自分の正体を明かし、「自分を殺したのはスディープだ」と告げる。真相を知ったビンドゥは、ジャニと協力してスディープへの復讐を計画する。一方、スディープはジャニの妨害によって事業に失敗し、莫大な資産を失ってしまう。タントラ僧から「ジャニがハエに転生して自分を狙っている」と告げられたスディープは彼を殺そうとするが、返り討ちにされてしまい気を失ってしまう。スディープはビジネスパートナーに助け出されるが、ビンドゥがジャニと組んでいることを知り激怒する。彼はジャニを誘い出すため、ビジネスパートナーを殺して7億ルピーの保険金を手に入れる。
ビンドゥを屋敷に招いたスディープは誘い出されたジャニを殺そうとするが、彼の手にした針で身体を刺されて追い詰められる。しかし、スディープがビンドゥを人質にしたためジャニは抵抗を止め、逆に針で身体を刺され重傷を負いながら、身体に火をつけてスディープに襲いかかる。攻撃はスディープにかわされるが、彼はそのまま酸素シリンダーに突っ込み、スディープを巻き込み屋敷は大爆発を起こす。ビンドゥは崩壊した屋敷から見付けたジャニの羽をお守りにする。しばらく後、バイクで出かけたビンドゥにバイクに乗ったナンパ男が近付き彼女を口説こうとするが、その途端、ナンパ男のバイクが横転する。ナンパ男の目の前には、再びハエに転生したジャニが現れ、「彼女に手を出すな」と警告する。
父親から物語を聞かされた少女は、ハエになってもビンドゥを守り抜いたジャニに感動する。

## キャスト
※括弧内は日本語吹替
- スディープ - スディープ（中村獅童）
- ジャニ - ナーニ（松本忍）
- ビンドゥ - サマンタ（志田有彩）

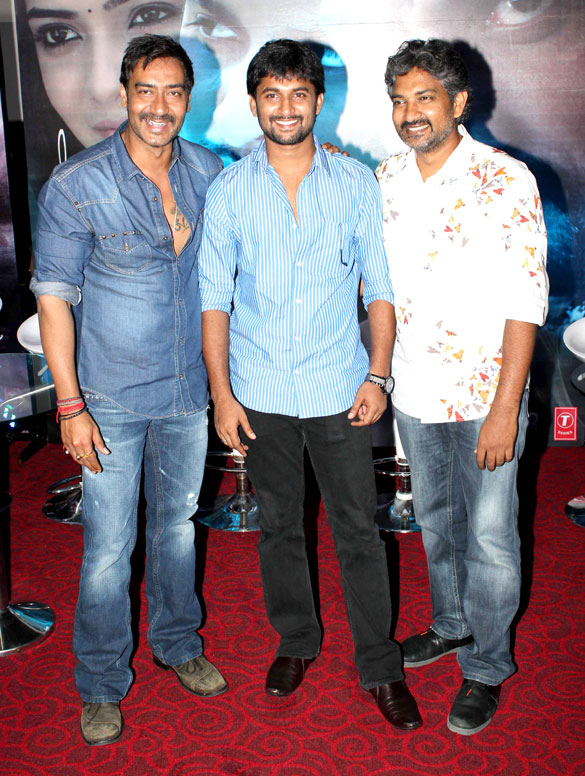
ヒンディー語版公開イベントでのデーヴガン、ナーニ、ラージャマウリ

- スディープのビジネスパートナー - アーディティヤ・メーノーン（英語版）
- ポートゥ・ゴーヴィンダン - タグボートゥ・ラメーシュ（英語版）（テルグ語版）、サンダーナム（タミル語版）
- タントラ - チャトラパティ・シェーカル（英語版）
- ナーニの友人 - ノエル・ショーン（英語版）
- スディープの秘書 - シュリニーヴァーサ・レッディ（英語版）
- 僧侶 - シヴァナーラーヤナ・ナリペッディ（英語版）
- ビンドゥの義姉 - デーヴァダルシニ（英語版）
- 泥棒のリーダー - ラージーヴ・カナカラ（英語版）
- ビンドゥの友人 - シュリー・シンハー・コドゥリ（英語版）
- スディープの同僚 - R・K

カメオ出演
- チャンドラカラ - ハムサ・ナンディニ
- カメーシュワーラー・アイヤル医師 - クレイジー・モーハン（英語版）

## 製作

### 企画

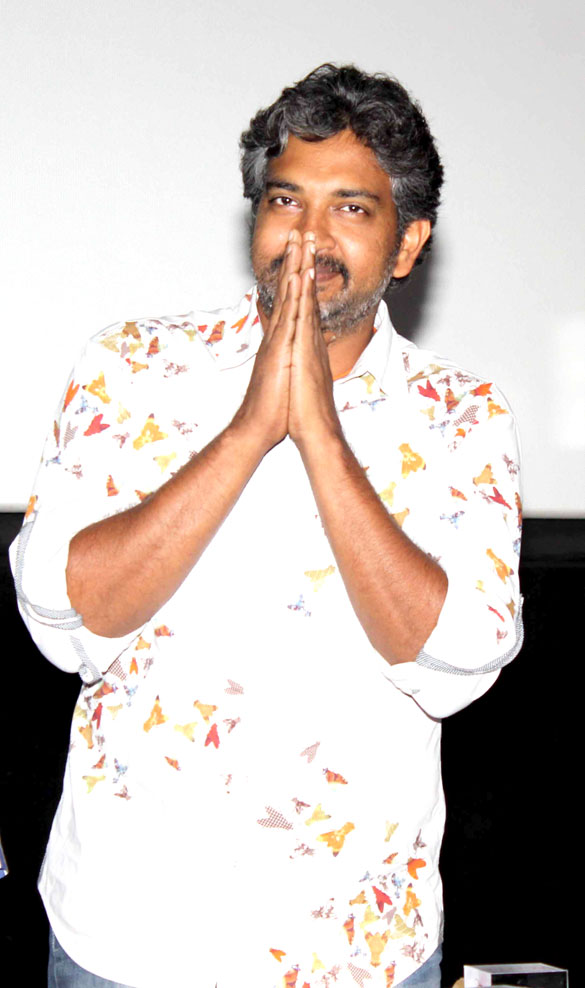
S・S・ラージャマウリ

1990年代後半、V・ヴィジャエーンドラ・プラサードは「人間に復讐を企むハエ」という冗談を息子S・S・ラージャマウリに話した。その後、プラサードは1830年代のアメリカ合衆国を舞台に、「アフリカ系アメリカ人が家族の奴隷解放を求めて死亡し、ハエに転生する」という脚本を思いついた。ラージャマウリは『あなたがいてこそ』の撮影を終えた2010年に、父の語った脚本について再考を始め、映画をテルグ語、タミル語の2バージョンで製作することに決めた。本作はラージャマウリにとって、タミル語映画の初監督作品となった。映画はダッグバーティ・スレーシュ・バーブの大手製作会社スレーシュ・プロダクションにプレゼンされた。
ラージャマウリは物語に相応しいキャストの必要性を感じ、キャリアの中で初めてキャストの選考を行った。主演のナーニは主要3キャストの中で最初に選ばれ、彼は自身の出演シーンの撮影を25日間で終了させた。ヒロイン役にはサマンタが選ばれた。主人公と対峙する悪役には、ラージャマウリが『Rann』出演時の演技に感銘を受けたスディープを起用し、ジャニの友人役にはノエル・ショーンを起用した。スディープは悪役を演じるにあたり、1983年の映画『Bhakta Prahlada』からインスピレーションを得て、単純な敵対者よりも「灰色の色合い」を持つ「悪者」を意識して撮影に参加した。
ラージャマウリはジャナルダン・マハリシとクレイジー・モーハンがテルグ語、タミル語用の脚本を執筆する間、従兄弟のS・S・カンチをスクリプトドクターとして起用した。撮影監督にはジェームズ・フォールズが打診されたが、創造面での意見の相違とスケジュールの都合で見送りとなり、K・K・センティル・クマールが起用された。音楽はM・M・キーラヴァーニ、編集はコータギリ・ヴェンカテーシュワラ・ラーウ、美術監督はラヴィンダー・レッディ、衣装デザインはラージャマウリの妻ラーマがそれぞれ担当した。

### 撮影

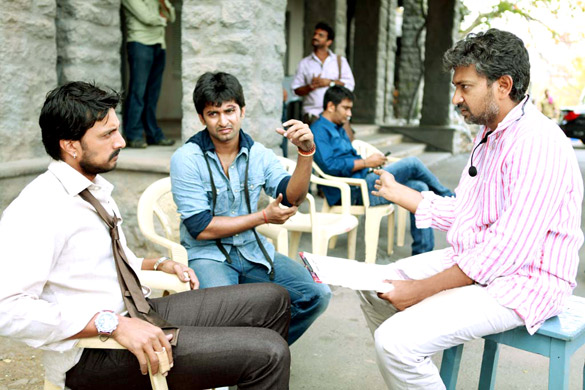
打ち合わせ中のスディープ、ナーニ、ラージャマウリ

2010年12月7日、ハイデラバードで撮影開始イベントが開催された。撮影は6か月間かかり、1億1000万ルピーの費用が投じられた。最終的な製作費は2億6000万から4億ルピーかかったとされる。
2011年2月22日、ハイデラバードで主要撮影が開始され、全体の90%が同地のラーマナイドゥ・スタジオで撮影された。3月上旬にはシャムシャバード近くの寺院で撮影が行われた。ナーニ、サマンタ、スディープ3人のシーンは最初に撮影され、3月16日に終了した。しかし、4月に入ると製作側と労働組合の労使交渉が揉めたため、ラージャマウリは組合のストライキが続く場合は、撮影現場をハイデラバードから移すことを考えた。9月上旬からはコカペットに移動して撮影が続けられ、2012年2月に主要撮影が終了し、ポストプロダクションが開始された。
ラージャマウリによると、フィルム・ユニットは撮影を始める前に3D映像について相談した。各シーンの撮影が終了した後、編集・再撮影チームはシンプルなグレースケールを用意してアニメーション撮影を行った。主要撮影ではアリ・アレクサのプライム・レンズを使い、接写ではプローブ・レンズが使用された。センティル・クマールは強い明度が必要とされる場所では、f8,0の特殊レンズを使い撮影を行った。スローモーション・シーンではPhantom Camが使用された。
デジタル・インターミディエイトは、ハイデラバードのアンナパルマ・スタジオで行われた。ハイエンドのDIシステムは、完成までに半年間かかった。サマンタの歌の部分を吹き替えた歌手のチンマイ・シュリーパーダは、ハエが合成されていない動画を見ながら吹き替えを行ったため、吹き替えるのが難しかったと述べている。ラージャマウリは、ヒンディー語吹き替え版を製作するためにアヌージ・グルワラと交渉し、彼はジャニの吹き替えを担当することになった。アジャイ・デーヴガンと妻のカジョールは、映画の冒頭で子供に物語を聞かせる夫婦役のナレーションを務めた。映画の最後のシーンはデーヴガン、サルマーン・カーン、アクシャイ・クマールの3人からハエに変更された。

### VFX

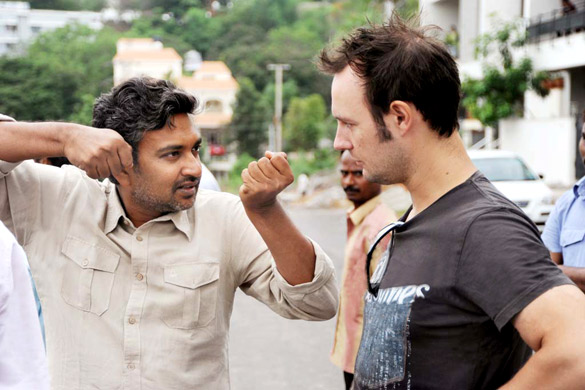
打ち合わせ中のラージャマウリ、ドレイパー

特殊効果はR・C・カマルカンナンとピート・ドレイパーが担当し、ラフール・ヴェヌゴパールはスーパーバイザー兼マットペイントを担当した。また、後年『バーフバリ 伝説誕生』でVFXスーパーバイザーを担当するV・スリニヴァス・モハンもショート・シークエンスを担当している。当初、ラージャマウリはハエの映像を4か月間で完成させる予定でいたが、実際には完成まで14か月間かかっている。
アニメーション関連の製作の90%はハイデラバードのスタジオで行われ、残りの10%はアメリカで製作された。インド・アジア通信社の取材に対してドレイパーは、ハエのデザインを作るために13人の専門家と大手のアニメ製作チームと共同で製作することを述べている。理由として、ピクサー・アニメーション・スタジオが製作した『ルクソーJr.』にインスピレーションを得たラージャマウリが、彼らがハエの顔の80%を占める目を表現豊かに描くことができると感じていたためという。アニメーション・チームは準備された資料を参考に作業を始めたが、ラージャマウリの満足する出来ではなかったため、彼は細部を調整することにした。撮影チームは、冷蔵庫に保管していた瓶詰め状態で気絶しているハエを撮影し、ラージャマウリはスクリーンに魅力的に映すため、ハエの顔にメイクを施した。ドラパーを含む新しいアニメーション・チーム（3人のコンセプト・アーティスト、3人のモデラー、2人の遮光物デザイナー、2人の頭部・毛髪デザイナー、3人の調整師、数人のアニメーター）は、2か月間でハエの映像を製作した。頭部と毛は胴体と羽が完成した後で製作され、同時に製作をスムーズに進めるため粘土像を活用した。
一部の特殊効果はインドでは製作できなかったため、アルメニア・中国・イラン・イスラエル・ロシア・イギリス・アメリカのスタッフを雇用して製作された。本作はCGIキャラクターを90分登場させる初のインド映画となり、2234カットの映像を使用している。6月中旬までに1970カットの映像が完成し、未完成だった226カットが撮影終了後に映画が完成した。視覚効果だけで7000万ルピーの費用がかかっている。

### 音楽
音楽を担当したキーラヴァーニは、映画のテーマである「復讐」が世界的な普遍のテーマであるため、作曲に当たり彼が「唯一の挑戦」としたのは、音楽が「独自の民族的または地域的風味」と「魅力」を持たないようにすることだった。彼は鳴動音を音楽に取り入れ、シーンの感情的要素に合わせて量を増減させた。ラージャマウリは『ロボット』の撮影終了後、脚本を担当したマダン・カールキに重要性を伝え、サウンドトラックの歌詞を書いて欲しいと依頼し、キャラクターの詳細なプロフィールを提供した他、カールキが歌詞を書きやすくするために撮影シーンを用意した。
2012年3月30日、ハイデラバード郊外のブラハ・クマリス大学で開催されたプロモーション・イベントで発表された。4月1日にチェンナイで開催されたイベントで、サウンドトラックがリリースされ、iTunesでのリリースは違法ダウンロードを警戒して4月3日まで延期された。
ザ・ヒンドゥーのサンジータ・デヴィ・ダンドゥは、サウンドトラックを「メロディアス……バックグラウンドスコアが心地よいものから遊び心があるものまで移るのとは対照的です」と批評した。同紙の批評家S・R・アショーカ・クマールは、ヴィジャヤ・プラカーシュの演出を称賛している。ザ・タイムズ・オブ・インディアのカルティク・パスプレイトは、「キーラヴァーニはラージャマウリのために最善を尽くした」として、サウンドトラックを「彼の最高の作品」と評価した。

## 作品のテーマ

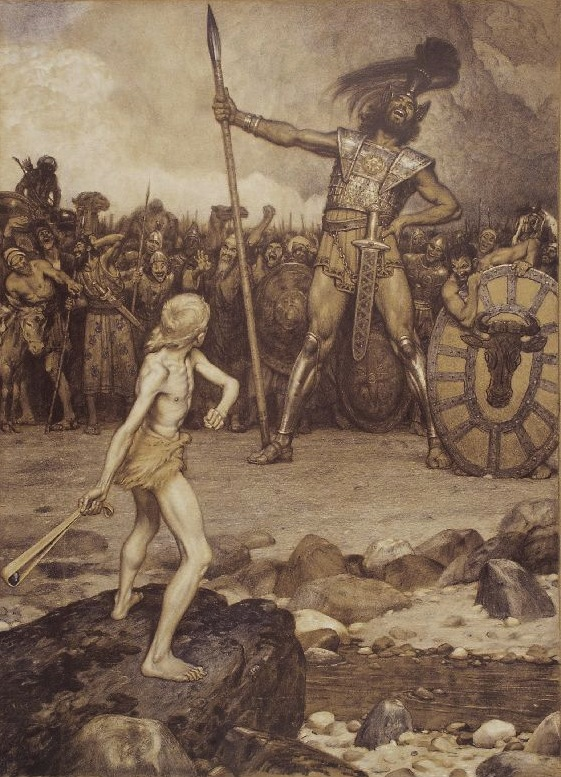
ゴリアテに挑むダビデ

映画は復讐を題材にしており、主人公は殺害された後にハエに転生し、殺害者への復讐を誓う。本作は、デヴィッド・クローネンバーグの『ザ・フライ』との類似点が見られる。同作は実験中の事故で科学者とハエが融合するSF映画だが、ラージャマウリは本作を「社会的ファンタジー」と位置付けている。また、ラージャマウリはアンナプルナ・インターナショナル・スクールのフィルム&メディアキャンパス（AIFSM）の学生との対談の中でジャニとスディープの戦いを、ダビデとゴリアテの戦いと、インドが初優勝した1983 クリケット・ワールドカップと比較して語っている。脚本を担当したクレイジー・モハンは、本作を『Apoorva Sagodharargal』と比較している。
モハンはザ・ヒンドゥーのマラティ・ランガラジャンとのインタビューで、脚本は『スチュアート・リトル』『シュレック』に似ているが、ハエに人間が苦しめられるアイディアはオリジナルであると述べている。タミル語映画史家・俳優のモハン・V・ラマンは、『Nalla Neram』『Neeya』のような人間の主人公が不在の「動物中心の映画」と指摘している。批評家バラジャウ・ランガンは、ウォルト・ディズニー・カンパニーのアニメーション映画とは対照的に、いくつかの擬人化表現を除いて主人公がリアリズムに属していると批評した。ミッド・デイは、オーストラリアの短編映画『Eega to Cockroach』の、結婚式当日に殺された後にゴキブリに転生する主人公と本作を比較している。
映画の第2のテーマとして、「死を超えた愛」がある。ランガンはジャニとビンドゥの愛を、『ゴースト/ニューヨークの幻』に例えている。ニュー・インディアン・エクスプレスのマリニ・マンナートも、スディープに殺されたナーニがビンドゥに近付こうとする姿を『ゴースト/ニューヨークの幻』に重ねている。一方で、批評家マヤンク・シャカールは、2人のロマンスはストーキングのようだと批判している。ランガラジャンは、映画の早い段階で悪役が主人公を殺するという「エクストリーム・ステップ」を踏んだと述べた。これは、ヒロインへの欲望を抱き主人公を脅かすステレオタイプの悪役とは対照的な描かれ方だと指摘した。
ニュー・インディアン・エクスプレスのクリュティ・グローヴァーは、映画の中にタントラ教の影響があると指摘した。ナーニの死と転生は、インド神話のアスラ・バスマスーラに殺される魔術師に似ているという。また、ランガラジャンによるとタントラ教と黒魔術のテーマは、映画監督B・ヴィッタラチャールヤのプロット・デヴァイスを連想させるという。

## 公開

### 配給
2012年7月6日に約1100スクリーンで公開された。公開に際し、タミル・ナードゥ州政府は本作に娯楽税として30%の税金を課している。10月12日には、「Makkhi」のタイトルでヒンディー語版が公開された。また、中国語版、スワヒリ語版に吹き替えられたバージョンも公開された。スワヒリ語版はタンザニア、ケニア、ウガンダ、ルワンダ、ブルンジ、コンゴ共和国で公開され、本作はアフリカで初めて公開されたテルグ語映画となった。
テルグ語版の配給権は3億4000万ルピーで販売され、PVPシネマが5000万ルピーで配給権を取得した。インド国外では、14リール・エンターテインメントがFicus, Inc.と共同で配給している。ヒンディー語版の配給は、リライアンス・エンターテインメントが担当している。

### 国際映画祭での上映
本作のテルグ語版は、世界各地の映画祭で上映された。2012年12月にチェンナイ国際映画祭で上映され、サンダンス映画祭で上映された後に第66回カンヌ国際映画祭と上海国際映画祭で公式上映された。また、富川国際ファンタスティック映画祭、釜山国際映画祭でも上映された。

### 海賊版の流通
公開から数週間後、チットゥール県ヴァラダイアパレムで海賊版が違法上映されていることが発覚した。フィルムの透かし検査を実施したところ、海賊版の製造にはビデオカメラが用いられたことが判明している。また、検査によって、海賊版がコーヤンブットゥールの劇場で盗撮されたものと断定された。ラージャマウリによると、海賊版はインターネット上に違法アップロードされてから1週間以内に約65万5000回ダウンロードされたという。違法ダウンロードへの対策として、海賊版に繋がる2000のインターネット・リンクを削除している。

## 評価

### 興行収入
トレード・アナリストのコマル・ナータによると、『マッキー』は公開初日の南インドで1億7000万ルピーの興行収入を記録した。また、公開週末には31スクリーンで53万8996ドルの収益を挙げた。タミル・ナードゥ州では公開10日間で、208スクリーンから1億3000万ルピーの興行収入を記録した。第2週末には42スクリーンから25万3334ドルの収益を挙げ、10日間の合計で91万3046ドルの興行収入を記録した。その間、アメリカでは1万4259ドルの興行収入を記録していた。タミル・ナードゥ州では公開3週間で1億8000万ルピーの興行収入を記録した。2012年8月上旬までに、テルグ語版・タミル語版は合計で5億7000万ルピーの興行収入を記録した。
バンガロール・ミラーによると、世界興行収入は2012年8月時点で11億5000万ルピーを記録した。最終的な興行収入は12億5000万ルピーから13億ルピーと報じられている。アメリカでは108万ドルの興行収入を記録し、同国で最も高い興行収入を記録したテルグ語映画の一つとなった。また、タミル・ナードゥ州でも最高額の2億4660万ルピーの興行収入を記録し、2009年公開の『Arundhati』の記録を更新した。
インド・アジア通信社は、本作を2012年で最も高額な興行収入を記録したテルグ語映画に位置付けた。一方で、バンガロール・ミラーは本作を『Gabbar Singh』に次ぐ2番目に位置付けている。デカン・ヘラルドによると、本作と『Julai』は、2012年のテルグ語映画で最も高額な予算で製作され、観客から高評された映画に選ばれている。しかし、各地での高評とは異なり、ヒンディー語版の興行成績は伸びず、最終的には平均的な記録に終わっている。ヒンディー語版の不振について、ラージャマウリはプレゼン不足によって人々に十分に伝わらなかったことが原因と感じ、『バーフバリ 伝説誕生』のヒンディー語版ではカラン・ジョーハルと提携している。

### 批評
ザ・ヒンドゥーのバラドワジ・ランガンは、悪役とヒロインのみで人間の主人公が不在で、観客を「面白く、センチメンタル、アクション満載でロマンティックな物語を導いた。この中には、多少のオカルトも含まれています」と批評している。また、同紙のマラティ・ランガラジャンも、「私たちの無敵のハエを作り上げたラージャマウリの想像力を称賛しましょう」と批評している。ザ・テレグラフのカリシュマ・ウパドゥヤイは、本作を「フレームの最初から最後まで勝者」と呼び、ラージャマウリの脚本を「不条理が現実のものに見え、あなたは彼が投げつけるものを喜んで受け入れるでしょう」と絶賛した。TwitchフィルムのJ・ハルタードは、本作を「今年最高に狂った、最高に独創的な映画」と表現し、ラージャマウリの脚本と特殊効果、スディープの演技を称賛した。インド・アジア通信社のV・R・ラジャクは4/5の星を与えてキャストの演技と音楽を絶賛し、ラージャマウリは特殊効果に注力しているが、チーム全体の苦労は「スクリーンにハッキリ見えている」と述べた。Sifyの利用者は、本作を「漫画のようなファンタジー」と呼び、「映画は、あなたを深遠な体験に導きます」と批評している。
Rediff.comのラディカ・ラージャマリは4/5の星を与え、映画の視覚効果、キャストの演技、撮影技術を称賛した。ザ・タイムズ・オブ・インディアのカルティク・パスプレイトとM・スガンスも4/5の星を与え、「今シーズン、おそらく今後10年間のスリル満載の爽快感を提供した」（パスプレイト）、「あらゆる面で無条件の勝利を収める商業映画の勇敢な作品」（スガンス）と批評した。CNNニュース18のラジーヴ・マサンドは4/5の星を与え、映画のコンセプトとスディープの演技を絶賛し、彼の役を「真の漫画の才能」「漫画的な色合い」と述べた。スバーシュ・K・ジャーはボリウッド・ハンガマに、本作は薄暗い「不安定なプロット」を描いた「鋭い物語」と述べ、「勇敢で狡猾なオリジナル、これはシーズンのエンターテイナーです」とコメントした。アヌパマ・チョープラーは4/5の星を与え、ヒンドゥスタン・タイムズで本作を「乗る価値のある狂ったジェットコースター」と表現し、「この何年か見た映画の中で最も奇妙な映画」と批評した。シャバーナ・アンサリはデイリー・ニュース&アナライシスで、アニメーションのハエを「新時代のインドのヒーロー」「高尚なアイディア」と評価した。
ニュー・インディアン・エクスプレスのクリュティ・グローヴァーは、効果的な特殊効果を使い編集を行っているにもかかわらず、映画に適切な骨組みが欠けていると指摘し、ハエの誕生によって「子供向けの愚かなアニメーション映画」に変わってしまっていると述べている。マヤンク・シェーカルはダイニック・バスカールに、映画の前提はその可能性を超えて広がり、「オリジナル、執着、生の形態」で「ひたすら前に進んでいる」とコメントしている。

### 受賞・ノミネート
| 受賞とノミネート                                                       | 受賞とノミネート                           | 受賞とノミネート                                   | 受賞とノミネート | 受賞とノミネート | 受賞とノミネート |
| 映画賞                                                                 | 部門                                       | 対象                                               | 結果             | 出典             |                  |
| ---------------------------------------------------------------------- | ------------------------------------------ | -------------------------------------------------- | ---------------- | ---------------- | ---------------- |
| 第60回国家映画賞                                                       | テルグ語長編映画賞                         | サーイ・コッラパーティ                             | 受賞             | [ 114 ]          |                  |
| 第60回国家映画賞                                                       | 特殊効果賞                                 | マクタVFX                                          | 受賞             | [ 114 ]          |                  |
| B・ナギ・レッディ・アワード2012 （アーンドラ・プラデーシュ州政府主催） | テルグ語映画エンターテインメント賞         | サーイ・コッラパーティ                             | 受賞             | [ 115 ] [ 116 ]  |                  |
| TSR - TV9ナショナル・フィルム・アワード2012                            | 主演女優賞                                 | サマンタ                                           | 受賞             | [ 117 ]          |                  |
| 第2回南インド国際映画賞                                                | 作品賞                                     | サーイ・コッラパーティ                             | 受賞             | [ 118 ] [ 119 ]  |                  |
| 第2回南インド国際映画賞                                                | 監督賞                                     | S・S・ラージャマウリ                               | ノミネート       | [ 118 ] [ 119 ]  |                  |
| 第2回南インド国際映画賞                                                | 撮影賞                                     | K・K・センティル・クマール                         | 受賞             | [ 118 ] [ 119 ]  |                  |
| 第2回南インド国際映画賞                                                | 主演女優賞                                 | サマンタ                                           | ノミネート       | [ 118 ] [ 119 ]  |                  |
| 第2回南インド国際映画賞                                                | 悪役賞                                     | スディープ                                         | 受賞             | [ 118 ] [ 119 ]  |                  |
| 第2回南インド国際映画賞                                                | 音楽監督賞                                 | M・M・キーラヴァーニ                               | ノミネート       | [ 118 ] [ 119 ]  |                  |
| 第2回南インド国際映画賞                                                | 作詞家賞                                   | ラーマジョーガイヤー・サストリー「Eega Eega Eega」 | ノミネート       | [ 118 ] [ 119 ]  |                  |
| 第2回南インド国際映画賞                                                | プロデューサー賞                           | サーイ・コッラパーティ                             | ノミネート       | [ 118 ] [ 119 ]  |                  |
| CineMAA賞                                                              | ファミリー・エンターテインメント賞         | サーイ・コッラパーティ                             | 受賞             | [ 120 ]          |                  |
| CineMAA賞                                                              | 主演女優賞                                 | サマンタ                                           | 受賞             | [ 120 ]          |                  |
| CineMAA賞                                                              | 悪役賞                                     | スディープ                                         | 受賞             | [ 120 ]          |                  |
| CineMAA賞                                                              | 特殊効果賞                                 | マクタVFX                                          | 受賞             | [ 120 ]          |                  |
| 第60回フィルムフェア賞 南インド映画部門                                | テルグ語映画部門作品賞                     | サーイ・コッラパーティ                             | 受賞             | [ 121 ] [ 122 ]  |                  |
| 第60回フィルムフェア賞 南インド映画部門                                | テルグ語映画部門監督賞                     | S・S・ラージャマウリ                               | 受賞             | [ 121 ] [ 122 ]  |                  |
| 第60回フィルムフェア賞 南インド映画部門                                | テルグ語映画部門主演女優賞                 | サマンタ                                           | 受賞             | [ 121 ] [ 122 ]  |                  |
| 第60回フィルムフェア賞 南インド映画部門                                | テルグ語映画部門助演男優賞                 | スディープ                                         | 受賞             | [ 121 ] [ 122 ]  |                  |
| 第60回フィルムフェア賞 南インド映画部門                                | テルグ語映画部門音楽監督賞                 | M・M・キーラヴァーニ                               | ノミネート       | [ 121 ] [ 122 ]  |                  |
| 第60回フィルムフェア賞 南インド映画部門                                | テルグ語映画部門男性プレイバックシンガー賞 | ディープ「Nani Ne」                                | ノミネート       | [ 121 ] [ 122 ]  |                  |
| 第60回フィルムフェア賞 南インド映画部門                                | テルグ語映画部門特殊効果賞                 | マクタVFX                                          | 受賞             | [ 121 ] [ 122 ]  |                  |
| サントーシャム南インド映画賞                                           | 主演女優賞                                 | サマンタ                                           | 受賞             | [ 123 ]          |                  |
| ミルチ音楽賞 南インド映画部門                                          | 録音賞                                     | ジーヴァン・バーブ「Nene Nani Ne」                 | 受賞             | [ 124 ]          |                  |
| ファンタスポア映画祭                                                   | 美術賞                                     | ラヴィンダー・レッディ                             | 受賞             | [ 125 ]          |                  |
| マドリード国際映画祭                                                   | 作品賞                                     | サーイ・コッラパーティ                             | ノミネート       | [ 126 ]          |                  |
| マドリード国際映画祭                                                   | 撮影監督賞                                 | K・K・センティル・クマール                         | ノミネート       | [ 126 ]          |                  |
| マドリード国際映画祭                                                   | 特殊効果賞                                 | マクタVFX                                          | ノミネート       | [ 126 ]          |                  |
| マドリード国際映画祭                                                   | 音楽監督賞                                 | M・M・キーラヴァーニ                               | ノミネート       | [ 126 ]          |                  |
| マドリード国際映画祭                                                   | 編集賞                                     | コータギリ・ヴェンカテーシュワラ・ラーウ           | ノミネート       | [ 126 ]          |                  |
| マドリード国際映画祭                                                   | 助演男優賞                                 | スディープ                                         | ノミネート       | [ 126 ]          |                  |
| トロント・アフター・ダーク映画祭                                       | アクション映画賞                           | サーイ・コッラパーティ                             | 受賞             | [ 127 ]          |                  |
| トロント・アフター・ダーク映画祭                                       | コメディ賞                                 | サーイ・コッラパーティ                             | 受賞             | [ 127 ]          |                  |
| トロント・アフター・ダーク映画祭                                       | オリジナル賞                               | サーイ・コッラパーティ                             | 受賞             | [ 127 ]          |                  |
| トロント・アフター・ダーク映画祭                                       | 特殊効果賞                                 | サーイ・コッラパーティ                             | 受賞             | [ 127 ]          |                  |
| トロント・アフター・ダーク映画祭                                       | ファイティング賞                           | サーイ・コッラパーティ                             | 受賞             | [ 127 ]          |                  |
| トロント・アフター・ダーク映画祭                                       | 観客賞                                     | サーイ・コッラパーティ                             | 受賞             | [ 127 ]          |                  |
| トロント・アフター・ダーク映画祭                                       | 編集賞                                     | サーイ・コッラパーティ                             | 受賞             | [ 127 ]          |                  |
| トロント・アフター・ダーク映画祭                                       | 悪役賞                                     | スディープ                                         | 受賞             | [ 127 ]          |                  |
| トロント・アフター・ダーク映画祭                                       | ヒーロー賞                                 | ナーニ                                             | 受賞             | [ 127 ]          |                  |
| 2012年ナンディ賞                                                       | 作品賞                                     | サーイ・コッラパーティ                             | 受賞             | [ 128 ]          |                  |
| 2012年ナンディ賞                                                       | 監督賞                                     | S・S・ラージャマウリ                               | 受賞             | [ 128 ]          |                  |
| 2012年ナンディ賞                                                       | 脚本賞                                     | S・S・ラージャマウリ                               | 受賞             | [ 128 ]          |                  |
| 2012年ナンディ賞                                                       | 撮影賞                                     | K・K・センティル・クマール                         | 受賞             | [ 128 ]          |                  |
| 2012年ナンディ賞                                                       | 編集賞                                     | マクタVFX                                          | 受賞             | [ 128 ]          |                  |
| 2012年ナンディ賞                                                       | 音楽監督賞                                 | M・M・キーラヴァーニ                               | 受賞             | [ 128 ]          |                  |
| 2012年ナンディ賞                                                       | 悪役賞                                     | スディープ                                         | 受賞             | [ 128 ]          |                  |
| 2012年ナンディ賞                                                       | 音響賞                                     | カディアラ・デヴィ・クリシュナ                     | 受賞             | [ 128 ]          |                  |

## 反響

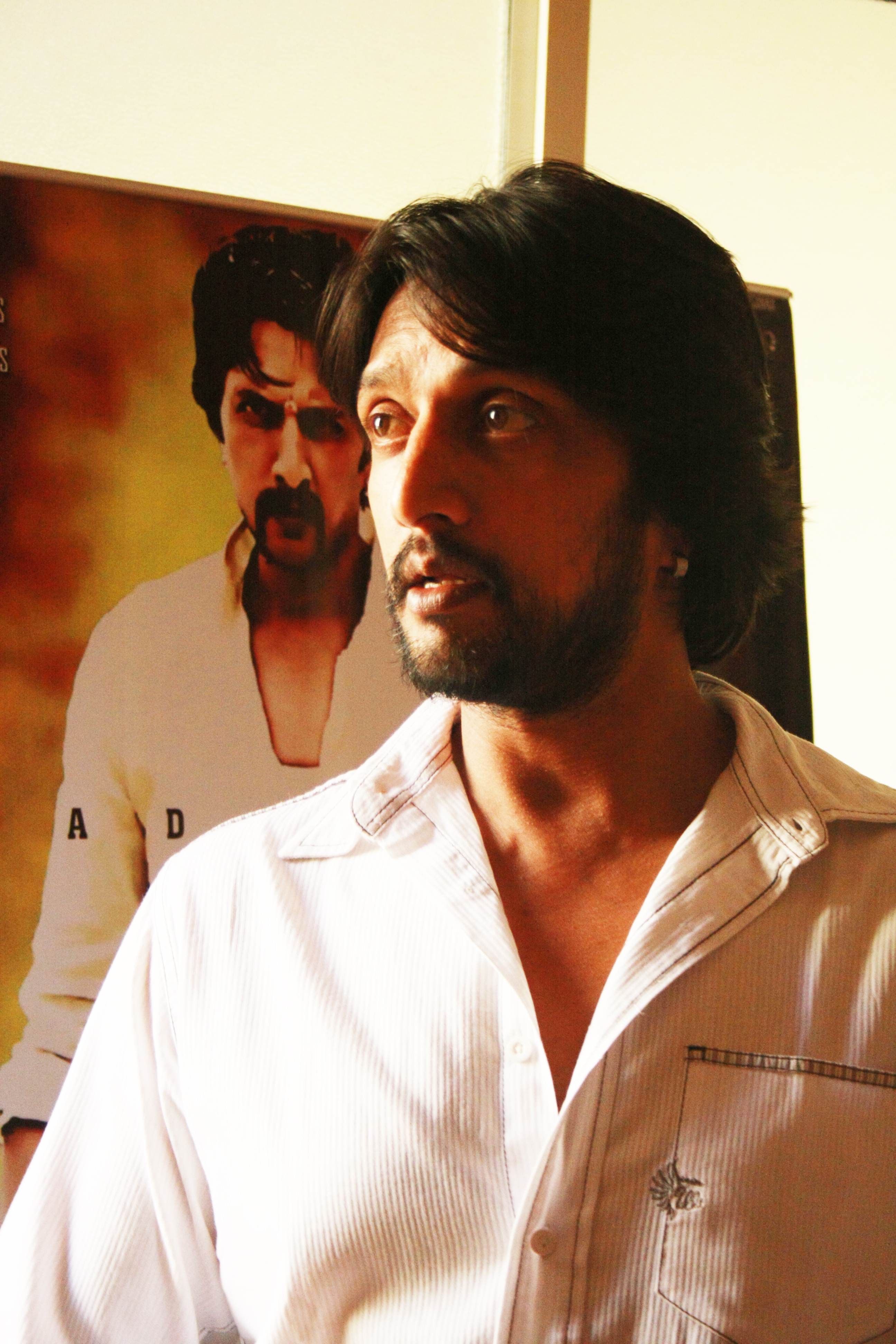
スディープ

本作への出演をきっかけにスディープは国際的に高い評価を受け、ラジニカーントは「私は今まで、自分が最高の悪役だと思っていましたが、あなたは私を打ち破った」と彼の演技を称賛した。また、アッキネーニ・ナーガールジュナ、マヘーシュ・バーブ、ラーム・ゴーパール・ヴァルマも彼の演技を絶賛しており、ヴァルマは「多くの観客は、映画での彼とハエのやり取りの演技を当然のように受け入れます。しかし、監督の立場で見た場合、ハエがいることを想像して演じることが、いかに難しいかを私は理解しています」とコメントしている。映画監督のチムブ・デヴィンは本作の演技に感動し、スディープを『Puli』の悪役に起用している。
シェーカル・カプールは本作を引き合いに出して、地域映画がヒンディー語映画を上回る内容になっていると述べている。彼はストーリーと技術について感銘を受けたと述べ、「ハリウッドのスーパーヒーロー映画にも劣らない」と批評した。シャー・ルク・カーンは本作を「素晴らしいオリジナル映画」と呼び、「子供と共に観るべき映画」と述べている。ラヴァニヤ・トリパティは『Bhale Bhale Magadivoy』に出演した理由として、主演のナーニの本作での演技力を挙げている。2012年12月、本作とスディープはRediff.comの「2012年のテルグ語映画トップ5」「2012年のベスト・テルグ俳優」にそれぞれ選ばれた。Rediffのショーバ・ウォーラーはスディープを「2012年のベスト・テルグ俳優」に選び、彼の演技を「最高の演技であり、他のテルグ俳優に比べて格段に優れている」と称賛している。ラディカ・ラージャマリは、2013年1月に出版した「トップ・テルグ監督2012」のリストで、ラージャマウリを筆頭に挙げている。
ザ・タイムズ・オブ・インディアのプージャ・ラダードは、2015年8月に「死ぬ前に観なければならないテルグ語映画」の一つに本作を挙げ、「創造性を効果的に使いための高い基準を設けています」とコメントしている。2016年4月、スーリヤはザ・ヒンドゥーのインタビューで、『Sagara Sangamam』『バーフバリ 伝説誕生』『Manam』と共に本作を挙げ、従来の映画よりも人々に永く記憶される映画と述べている。